# Аренабијанка (Салерно)
Аренабијанка је насеље у Италији у округу Салерно, региону Кампанија.
Према процени из 2011. у насељу је живело 532 становника. Насеље се налази на надморској висини од 652 м.